# ДП1

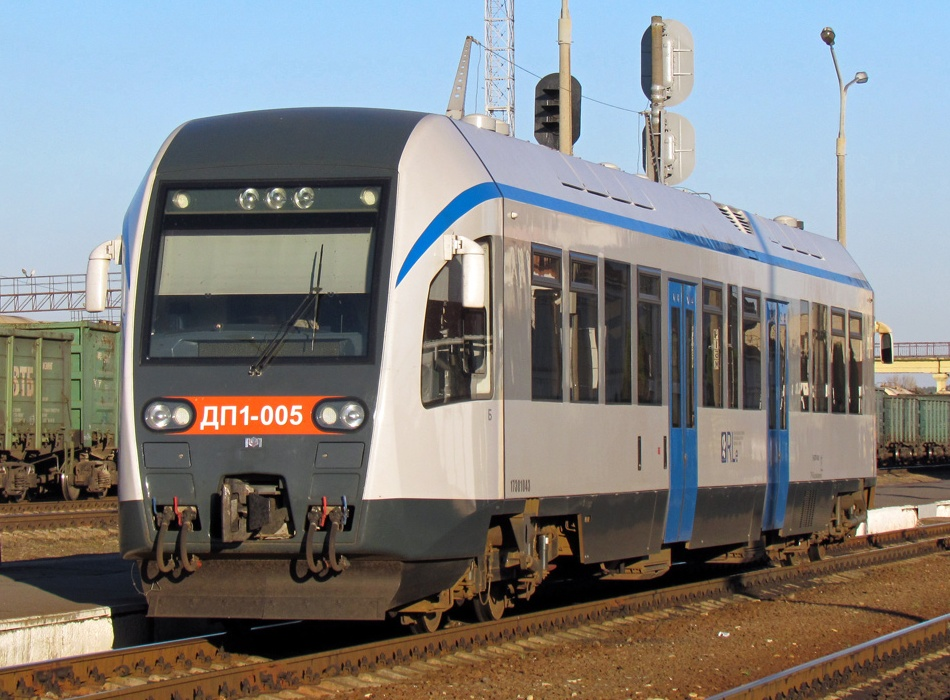

ДП1 (рос. дизель-поезд, тип 1) — перший дизель-поїзд (рейковий автобус) виробництва Білкомунмаш та Мінського вагоноремонтного заводу (республіка Білорусь).

## Склад дизель-поїзда
Довжина дизель-поїзда сягає 27,5 метрів, ширина колії — 1520 мм. Потяг складається з одного моторного вагону із кабінами управління та силовою установкою.

## Характеристики дизель поїзда
- Конструкційна швидкість дизель-поїзда — 120 км/год.
- Дальність ходу від однієї заправки паливом сягає 1 000 км.
- Кількість місць для пасажирів — 91 чол.
- Силова установка складається з дизельного двигуна і гідропередачі.
- Розрахунковий термін експлуатації потягу — до 40 років.

## Експлуатація в Білорусі
В Республіці Білорусь експлуатується на Білоруської залізниці. З першого травня 2012 року дизель-поїзд ДП-1 працює в режимі підконтрольної експлуатації на регіональних маршрутах економ-класу Республіки Білорусь.